# Essief
De essief of similaris is een naamval in het Fins en Estisch met de betekenis "(net) als een...". In het Fins wordt de naamval gevormd door de uitgang -na/-nä achter de woordstam te plaatsen, in het Estisch door de uitgang -na toe te voegen aan de vorm van de genitief:
| Fins     | Estisch   | Nederlands     |
| -------- | --------- | -------------- |
| lapsi    | laps      | kind           |
| lapse-na | laps-e-na | als (een) kind |

In het Fins wordt de essief bovendien gebruikt om tijd of plaats uit te drukken (zie ook locatief): maanantai-na → "op maandag", kuudente-na joulukuuta → "op 6 december", koto-na, "thuis". De inessief (kodi-ssani) heeft de meer specifieke betekenis "binnenin".